# 高崎城
高崎城（日语：たかさきじょう）是位於日本群馬縣高崎市的一座城堡，在江戶時代是高崎藩的藩廳，又稱和田城。廢城令之後高崎城也得以保留。高崎城是一座沿烏川修建的輪郭梯郭復合式平城，現在城址大部分地區為市區，市政府和音樂中心等公共設施位於這裡。護城河附近則是高崎城址公園。